# Jesús Malverde
Jesús Malverde   (Sinaloa, 24 de desembre de 1870 - Sinaloa, 16 de maig de 1909) Jesús Malverde Campos va ser un bandit mexicà que hauria estat saltejador de camins i és venerat com a sant malgrat que l'Església catòlica no el considera com a tal. El seu culte s'ha estès més enllà de l'estat de Sinaloa i se li han dedicat diverses capelles: la primera d'elles es va construir a Culiacán, també a Tijuana, Badiraguato, Chihuahua, a la carretera que porta a la ciutat d'Aldama, Colòmbia i Los Angeles. Malverde és conegut com «El Bandido Generoso» i com «El Sant dels Narcos». Per a molts va ser una espècie de Robin Hood: «Malverde» era el sobrenom derivat de «el Mal Verde», atès que realitzava els seus assalts entre l'espessor verd de la muntanya, era catòlic i el seu lema era «ajudar la meva gent en nom de Déu».

## Biografia
Els relats sobre la seva vida són molt variats, és impossible dilucidar quins aspectes són reals i quins són inventats. D'acord amb les creences, delinquia als Alts de Culiacán durant la primera dècada del segle xx. Assaltava i robava els hisendats i les famílies adinerades de la regió com els Martínez de Castro, els Tarazonas, els Redo, els De la Rocha i els Fernández. Posteriorment, repartia el botí entre la gent més pobra. S'afirma que la mort per gana dels seus pares, víctimes dels abusos dels terratinents, va ser el que el va motivar a aquesta vida.
Segons la tradició, abans de fer-se a la muntanya, Malverde podria haver estat paleta o obrer a l'estesa de vies fèrries. Es creu que hauria treballat a l'obra del Ferrocarril Occidental de Mèxic i al Ferrocarril Sud-Pacífic, línia que va arribar a Culiacán des del nord l'any 1905.
Els seus assalts a persones enriquides van fer que el llavors governador de l'Estat, el general Francisco Cañedo, compare de Porfirio Díaz, oferís una recompensa per la seva captura. Perseguit per les autoritats, Malverde hauria mort el 3 de maig de 1909. No hi ha acord sobre la forma en què va morir: segons algunes versions, va ser apressat per la policia i executat, però també s'explica que un company el va trair per cobrar els diners oferts pel Govern. La narració més estesa és que va ser ferit de bala en un enfrontament amb les forces de la llei que li va produir una gangrena. Malverde, sabent que no sobreviuria i que la recompensa per la seva captura augmentava, va demanar a un amic que el lliurés per a cobrar la recompensa i repartir-la entre els pobres.

## Culte

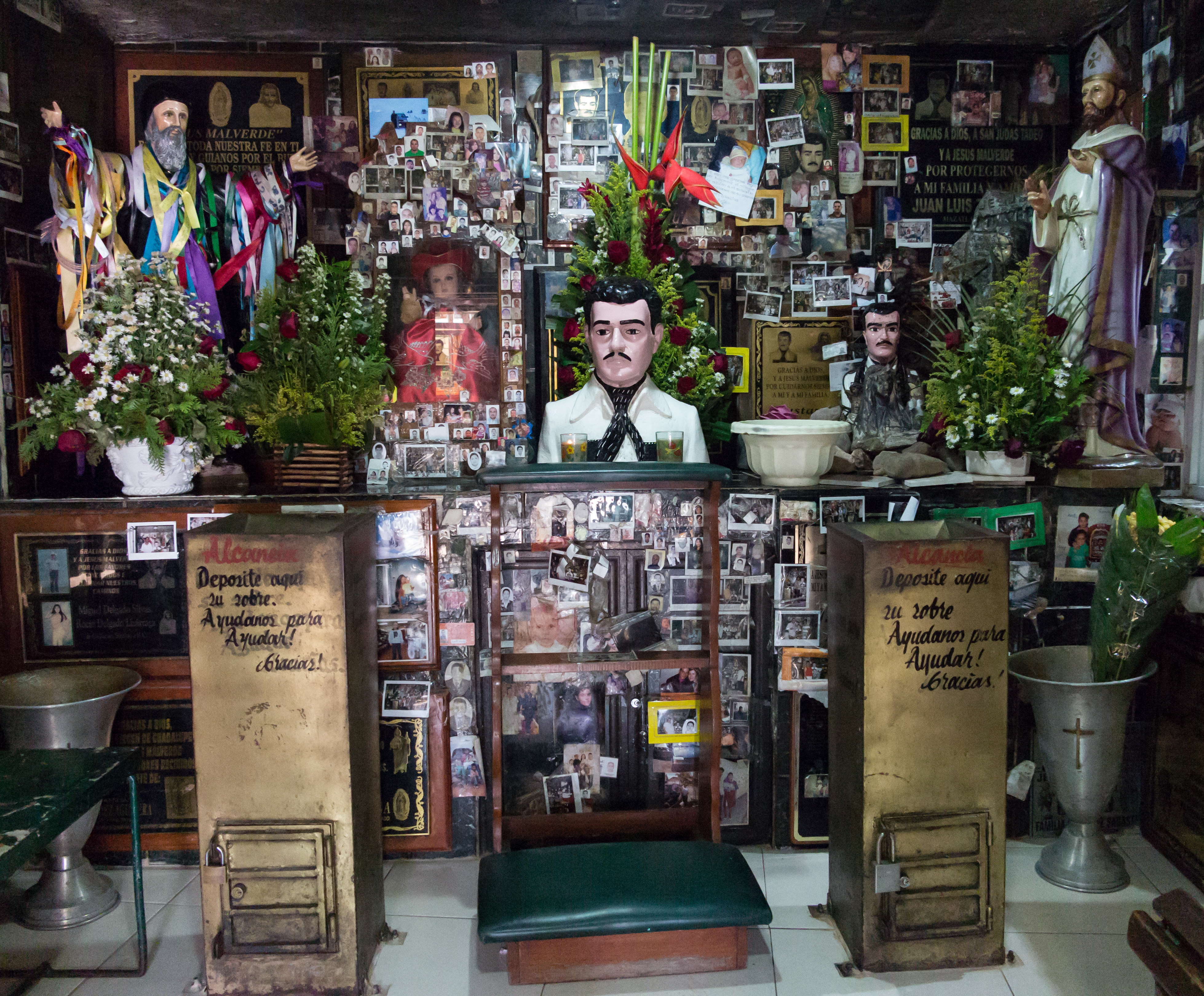
Jesús Malverde

Al voltant de la figura de Malverde s'ha desenvolupat un culte sincrètic que uneix creences pròpies del catolicisme popular i d'altres que l'Església Catòlica Romana considera supersticions, per tant, moltes vegades herètiques i idolàtriques. En no haver estat acceptada la seva santedat per l'Església catòlica, i seguint la seva ortodòxia, normalment no se l'anomena sant sinó «ànima». La seva figura ha calat en la religiositat popular juntament amb figures com la Santa Muerte, de les quals es poden també trobar representacions al costat de les imatges de Malverde. En general, el culte està fortament impregnat pels usos i costums del catolicisme, essent un exemple d'això la celebració de novenes.
Des de la mort del bandit es va forjar la reputació d'una mena de Robin Hood que l'ha fet popular entre la gent pobra de Sinaloa. La seva intercessió és sol·licitada per molts i se li han atribuït diversos miracles, curacions i benediccions, des de tornar una vaca perduda al seu propietari fins a curar el càncer.
Després de la seva execució, va haver-hi una proclama governamental prohibint la inhumació de les restes, quedant aquestes a la intempèrie i penjant d'un mezquite a manera d'escarment (segons altres versions, va ser el seu cap el que es va tallar i va col·locar en un arbre, a la vista de tothom, com a advertiment als seus partidaris). Amb el pas del temps, les restes van caure a terra i els habitants del vell poblat de Culiacán van començar a col·locar-hi pedres per a protegir el cos, atès que encara que la restricció s'aplicava a un enterrament en cap lloc es prohibia «empedrar-lo». En posar, a més, cada persona una pedra cada cop, ningú incomplia personalment la prohibició. Actualment continua la tradició de portar-li, a més de flors o vetlladores, pedres del lloc d'origen dels devots, com a forma de rendir-li culte.
L'acumulació de pedres va crear un monticle que va donar lloc a una tomba. Amb l'expansió de la ciutat de Culiacán, la tomba va ser destruïda i els ossos de Malverde traslladats a una capella. El sepulcre de Malverde atrau milers de devots cada any. Molts hi deixen espelmes o altres objectes associats amb les seves vides, i alguns pescadors deixen gambes en alcohol en agraïment per una bona pesca. Altres persones deixen fotografies dels que necessiten ajuda. Quan algun miracle s'esdevé, tornen a agrair-li a Malverde, sovint deixant plaques que el commemoren.

### Miracles
A Malverde, igual que a qualsevol altre sant d'influència catòlica, se li atribueix especialització en el tipus de miracles que pot fer. La més coneguda, per controvertida, és la protecció de les persones dedicades a la producció o el tràfic de drogues, no obstant no sigui l'única. Tradicionalment, els seus devots li atribueixen la protecció dels emigrants que creuen irregularment la frontera amb els Estats Units d'Amèrica, funció que comparteix amb Juan Soldado, així com dels seus familiars que romanen a Mèxic. Existeixen a les rutes més freqüents santuaris on s'han trobat figures de Malverde. Se li atribueix, també, la protecció dels pobres en enfrontar causes penals, per la qual cosa a moltes zones del país se'l relaciona amb Sant Judes Tadeu, patró de les causes perdudes.

### Associació amb el narcotràfic
Jesús Malverde és conegut com «El Sant dels Narcos». Suposadament, als anys 1970, el capo Julio Escalante va ordenar matar el seu fill Raymundo pel fet de realitzar negocis sense el seu coneixement. Segons s'afirma, ferit de bala i llançat al mar, Raymundo va suplicar a Malverde la seva ajuda i va ser salvat per un pescador. Des d'aquell moment, famosos narcotraficants com Rafael Caro Quintero, Ernesto Fonseca, Edgar Téllez, César Ortiz i Amado Carrillo Fuentes van començar a acudir a la capella de Malverde. Alguns dies hi ha mariatxis a la capella interpretant els coneguts narcocorridos rendint tribut a Malverde en agraïment perquè s'ha passat droga a l'altra banda de la frontera.
Diversos investigadors afirmen que, encara que pugui tenir una base real, no va existir un Jesús Malverde tal com narra la llegenda. Aquesta és l'opinió expressada per la historiadora Patricia Castro, per a qui Malverde és producte d'un poble que rebutja la divisió injusta del treball i dels seus beneficis. Cèsar Güemes afirma en el seu treball Jesús Malverde: de bandido generoso a santo laico, pel qual va obtenir el Premi Nacional de Periodisme Cultural Fernando Benítez l'any 2000, que es tracta d'un mite popular, semblant a uns altres sobre bandits generosos.